# Marica Vilibić
Marica Vilibić (Split, 1989.), hrvatska violinistica

## Životopis
Rodila se je u Splitu. Svirati violinu je učila još od osme godine u Glazbenoj školi Josipa Hatzea u razredu Valtera Lovričevića. Od 2004. do 2006. bila je članica Orkestra mladih Srednjoeuropske inicijative (Central European Initiative Youth Orchestra) s kojim je nastupala diljem Slovenije, Slovačke, Mađarske, Rumunjske, Italije i Austrije. Godine 2008. upisuje Muzičku akademiju Sveučilišta u Zagrebu u razredu Maje Dešpalj-Begović. Diplomirala je 2013. s najvišom ocjenom i pohvalama i stekla naziv magistre muzike. Usavršava se kod uglednih pedagoga: Igor Coretti-Kuret (Italija), Violeta Smailović-Huart (Francuska), Carla Trynchuk (Kanada), Michael Frischenschlager (Austrija), Asja Kouchner (Rusija), Tamara Smirnova (SAD), Hagai Shaham (Izrael), Stefano Bagliano (Italija) i Evgenia Epshtein (Izrael).
Kao orkestralna glazbenica surađuje s orkestrom Opere HNK-a Split, Hrvatskim komornim orkestrom i Zadarskim komornim orkestrom. Svirala kao solistica i članica raznih komornih ansambala u Hrvatskom glazbenom zavodu, na Tribini mladih glazbenih umjetnika Vinko Lesić u predvorju HNK-a Split, na Splitskim glazbenim večerima, u sklopu Solinskog kulturnog ljeta, na Hvarskim ljetnim priredbama, Bolskom litu, Varaždinskim baroknim večerima te u dvoranama Matice hrvatske, Kulturnog društva Napredak i Sveučilišta u Zadru.
Članica sastava Tambuu, Trio Spalato  i The Treblemakers. i surađuje sa sastavom Ocean.

## Nagrade i priznanja
Prve i druge nagrade na regionalnim i državnim natjecanjima Hrvatskog društva glazbenih i plesnih pedagoga u kategoriji solista i komornih sastava (violinski duo i klavirski trio), na Međunarodnom natjecanju Daleki akordi te na Međunarodnom natjecanju Etide i skale (5. nagrada). Sudionica projekata nagrađenih Rektorovom nagradom: Mozartovoj Čarobnoj fruli, Prokofjevljevu Ivanu Groznom i Bizetovoj Carmen.